# Kardiolipin
Kardiolipin (1,3-bis(sn-3’-fosfatidil)-sn-glicerol, CL) je važna komponenta unutrašnje mitohondrijske membrane, gde sačinjava oko 20% totalne lipidne kompozicije. Jedino drugo mesto gde se kardiolipin može naći su membrane bakterija. Ime „kardiolipin“ potiče od činjenice da je ovaj lipid prvo pronađen u ćelijama životinjskog srca. On je izolovan iz goveđeg srca tokom ranih 1940-tih. U ćelijama sisara, ali isto tako i u biljnim ćelijama, kardiolipin se skoro eksluzivno nalazi u unutrašnjim mitohondrijskim membranama, gde je esencijalan za optimalnu funkciju brojnih enzima koji učestvuju u mitohondrijskom energskom metabolizmu.

## Spoljašnje veze
- Cardiolipin на 